# Marquesado de Villamediana
EL marquesado de Villamediana es un título nobiliario español creado en 20 de junio de 1713 por el rey Felipe V a favor de Sebastián Antonio Rodríguez de Madrid y Villamediana en Chile, con el vizcondado previo de la Laguna.  Fue gobernador capitán general de Chile y caballero de la Orden de Santiago. 

## Titulares
|                       | Titular                                              | Periodo               |
| Creación por Felipe V | Creación por Felipe V                                | Creación por Felipe V |
| --------------------- | ---------------------------------------------------- | --------------------- |
| I                     | Sebastián Antonio Rodríguez de Madrid y Villamediana | 1713-1733             |
| II                    | Felipe María Rodríguez de Madrid y Dávila            | 1773-¿?               |
| III                   | Ana María Rodríguez de Madrid y Bruñón de Bértiz     | 1778-                 |
| IV                    | María Luisa Rojo y Rodríguez de Madrid               | 1803-                 |
| V                     | María Josefa Luisa de Galarraga                      | 1817-                 |
| VI                    | Antonio de Lara Villada y Rodríguez                  | 1855-                 |
| VII                   | Francisco de Lara y Fontanellas                      | 1880-1922             |
| VIII                  | María de la Concepción de Lara y Urquiza             | 1923                  |
| IX                    | Álvaro María Camín de Lara                           | 1978-                 |
| X                     | Álvaro María Camín y Guille                          | 1988-                 |

## Marqueses de Villamediana
- Sebastián Antonio Rodríguez de Madrid y Villamediana (México, 31 de enero de 1676-1733), I marqués de Villamediana.[2][1] Participó en la conquista de Filipinas en el siglo XVII. En 1713 fue nombrado gobernador y capitán general de Chile, el año en el que el rey la concedió el título marquesal.

Le sucedió su único hijo en 1733:
- Felipe María Rodríguez de Madrid y Dávila, II marqués de Villamediana.[1]

En 25 de septiembre de 1788 le sucedió su hija:
- Ana María Rodríguez de Madrid y Bruñón de Bértiz, III marquesa de Villamediana.[1]

En 13 de mayo de 1803 le sucedió su hija:
- María Luisa Rojo y Rodríguez de Madrid, IV marquesa de Villamediana:[1]

En 19 de diciembre de 1817 le sucedió su hija:
- María Josefa Luisa de Galarraga, V marquesa de Villamediana.[1]

En 27 de agosto de 1855 sucedió:
- Antonio de Lara Villada y Rodríguez (n. Ciudad Real, 25 de  abril de 1815) VI marqués de Villamediana,[1] Era hijo de Manuel de Lara y de María Rodríguez y fue senador vitalicio entre 1867-1868)[4]

En 1844 se casó en primeras nupcias con Joaquina Fontanellas y Sala y en segundas con su media hermana, Eulalia Fontanellas y Sala, hija del segundo matrimonio de su padre, Francisco Javier Fontanellas y Calaf, I marqués de Casa Fontanellas. En 23 de julio de 1880 le sucedió su hijo:
- Francisco Javier de Lara y Fontanellas (Barcelona, 1845-19 de septiembre de 1922),[6] VII marqués de Villamediana,[1] III marqués de Casa Fontanellas y vizconde de la Laguna.

Se casó en Madrid el 2 de septiembre de 1878 con Ana de Urquiza y Catalá (Madrid, 22 de enero de 1857-6 de febrero de 1932), dama de la Orden de María Luisa en 1924. En 13 de julio de 1923 le sucedió su hija:
- María de la Concepción de Lara y Urquiza, VIII marquesa de Villamediana.[1]

Contrajo matrimonio con Juan de Camín y Angulo, coronel y magistrado del Tribunal Supremo. En 1978 le sucedió su hijo:
- Álvaro María Camín de Lara, IX marqués de Villamediana.[1][9]

En 24 de noviembre de 1988 le sucedió su hijo:
- Álvaro María Camín y Guille, X marqués de Villamediana.[1][10]